# Kiowa (Oklahoma)
Kiowa é uma cidade  localizada no estado norte-americano de Oklahoma, no Condado de Pittsburg.

## Demografia
Segundo o censo norte-americano de 2000, a sua população era de 693 habitantes.
Em 2006, foi estimada uma população de 704, um aumento de 11 (1.6%).

## Geografia
De acordo com o United States Census Bureau tem uma área de
3,3 km², dos quais 3,3 km² cobertos por terra e 0,0 km² cobertos por água. Kiowa localiza-se a aproximadamente 221 m acima do nível do mar.

## Localidades na vizinhança
O diagrama seguinte representa as localidades num raio de 28 km ao redor de Kiowa.